# Kristen Dalton (actrice)
Pour les articles homonymes, voir Kristen Dalton.
Kristen Dalton, née Kristen V. Hocking le 14 février 1973 dans le comté de San Diego en Californie, est une actrice américaine.

## Biographie
En 1985, stagiaire à Paris, Kristen Dalton joue dans « La Belle de Cadix », la publicité célèbre et très courte pour les cachous Lajaunie[réf. nécessaire].
Pour son premier rôle, en 1989, elle interprète Lynn dans Tango et Cash, aux côtés de Sylvester Stallone et de Kurt Russell. Elle interprète aussi un petit rôle dans Une nuit au Roxbury en 1998.

Dans Les Infiltrés de Martin Scorsese, elle interprète Gwen, la petite amie de Francis Costello (Jack Nicholson).
Kristen Dalton est surtout connue pour son rôle dans la série télévisée Dead Zone, où elle interprète une jeune journaliste, Dana Bright.
Kristen Dalton a joué dans de nombreux téléfilms et a fait de nombreuses apparitions dans des séries télévisées. On peut citer Les Experts : Manhattan, Stargate SG-1, Sept jours pour agir, Diagnostic : Meurtre, JAG ou encore Sliders : Les Mondes parallèles.

## Filmographie

### Cinéma
- 1989 : Tango et Cash de Andrei Konchalovsky : Lynn
- 1995 : Digital Man de Phillip J. Roth : Gena
- 1996 : The Wolves de Steve Carver : Barbara
- 1998 : Une nuit au Roxbury de John Fortenberry : la petite amie de Richard Grieco
- 2001 : Lovely and Amazing de Nicole Holofcener: une vendeuse
- 2006 : Les Infiltrés de Martin Scorsese : Gwen (la petite amie de Jack Nicholson)
- 2008 : Babysitter Wanted de Jonas Barnes et Michael Manasseri : Violet Stanton
- 2011 : A Dangerous Place de Gregory J. Corrado : Claire Scully

### Télévision
- 1994 : Album de famille de Jack Bender (TV) : Maizie
- 1994 : Désir de vengeance de Stuart Cooper (TV) : Isabella Martens
- 1997 : L'ombre d'une mère de Larry Shaw (TV) : Lynn
- 1997 : Hollywood Confidential de Reynaldo Villalobos (en) (TV) : Dee Dee Powers
- 1999 : JAG de Donald P. Bellisario (TV) : Olivia Banning-Dunston (Saison 5 épisode 8)
- 2000 : Éclosion de Ellory Elkayem (TV) : Nell Bartle
- 2001 : Surviving Gilligan's Island de Paul A. Kaufman (TV) : Tina Louise
- 2002 : Gleason de Howard Deutch (TV) : Audrey Meadows
- 2002 - 2006 : Dead Zone (The Dead Zone) (série) : Dana Bright (saisons 1, 2 et 5)
- 2002 : Stargate SG-1 (série) : Anna / Sekhmet (Saison 7 épisode 19)
- 2006 : Un Noël tout en lumière de Anne Wheeler (TV) : Dianne Crouch
- 2013 : Rendez-moi ma fille (A Mother's Rage) (TV) : Emily Tobin